# Marc Chevrier
Pour les articles homonymes, voir Chevrier.
Marc Chevrier, né en 1964, est un professeur de science politique à l'Université du Québec à Montréal (UQAM). Ses travaux portent sur le fédéralisme comparé, le gouvernement représentatif, les rapports entre droit et politique ainsi que sur les idées politiques au Québec.
Chevrier a effectué d'abord une formation en droit à l'Université de Montréal et l'université de Cambridge, pour ensuite obtenir un doctorat en science politique de l’Institut d'études politiques de Paris. Il a publié notamment Le temps de l’homme fini chez Boréal en 2005, et La République québécoise chez Boréal en 2012, et codirigé La France depuis de Gaulle (Presses de l'Université de Montréal, 2010), Des femmes et des hommes singuliers (Armand Colin, 2014) et Démocratie et modernité (Presses universitaires de Rennes, 2015). Il publie également dans les revues Argument et L'Inconvénient, ainsi que dans l'Encyclopédie de l'Agora.

## Œuvres[3]
- Marc Chevrier, Le temps de l'homme fini : essais, Montréal, Boréal, 2005
- Lucille Beaudry et Marc Chevrier, Une pensée libérale, critique ou conservatrice? : actualité de Hannah Arendt, d'Emmanuel Mounier et de George Grant pour le Québec d'aujourd'hui, Québec, Presses de l'Université Laval, 2007 (lire en ligne)
- Marc Chevrier (dir.), Par-delà l'école-machine : critiques humanistes et modernes de la réforme pédagogique au Québec, Québec, Éditions MultiMondes, 2010
- Marc Chevrier et Isabelle Gusse (dir.), La France depuis de Gaulle, Montréal, Presses de l'Université de Montréal, 2010 (lire en ligne)
- Marc Chevrier, Yves Couture et Stéphane Vibert (dir.), Voyage dans l'autre de la modernité : essais d'anthropologie philosophique, Montréal, Fides, 2011
- Marc Chevrier, La république québécoise : hommages à une idée suspecte, Montréal, Boréal, 2012
- Marc Chevrier, Louis-Georges Harvey, Stéphane Kelly et Samuel Trudeau, De la république en Amérique française : anthologie pédagogique des discours républicains au Québec, 1703-1967, Québec, Septentrion, 2013
- Camille Froidevaux-Metterie et Marc Chevrier (dir.), Des femmes et des hommes singuliers Perspectives croisées sur le devenir sexué des individus en démocratie, Paris, Armand Colin, 2014 (lire en ligne)
- Marc Chevrier, Yves Couture et Stéphane Vibert (dir.), Démocratie et modernité : la pensée politique française contemporaine, Rennes, Presses universitaires de Rennes, 2015 (lire en ligne)
- Marc Chevrier, L'empire en marche. Des peuples sans qualités, de Vienne à Ottawa, Québec, Presses de l’Université Laval, 2019